# Línia 2 (Rodalies Madrid)
La línia C-2 de Rodalies Madrid té un recorregut de 64,5 km al llarg del corredor del Henares de la Comunitat de Madrid i part de la província de Guadalajara entre les estacions de Guadalajara i Chamartín passant per l'estació d'Atocha. Durant el seu recorregut transcorre pels municipis de Guadalajara (1 estació), Azuqueca de Henares (1 estació), Meco (1 estació), Alcalà d'Henares (3 estacions), Torrejón de Ardoz (1 estació), Coslada (2 estacions) i Madrid (9 estacions).
Els trens que circulen per la línia normalment completen el seu recorregut cap a la Serra de Guadarrama a través de la C-8 i les seves ramificacions i alguns inclús es converteixen en regionals cadenciats a partir d'Atocha i continuen cap a Àvila o Segòvia.
En hores punta circulen trens semidirectes entre Guadalajara i Chamartín que utilitzen la via de contron entre San Fernando de Henares i el nord de Madrid efectuan menys parades. Els CIVIS efectuen parades a Chamartín, Torrejón de Ardoz, Alacalà d'Henares, Azuqueca i Guadalajara. En període lectiu circula un tren CIVIS al dia que para a Alcalà d'Henares Universitat i deixa de parar a Torrejón de Ardoz.
La línia C-2 utilitza el túnel de la risa i la línia Madrid-Saragossa d'ençà que es va crear la xarxa de Rodalies Madrid, no s'ha ampliat quant a quilòmetres, però algunes de les estacions han canviat de nom o s'han construït a posteriori.

## Freqüències
Al circular la línia C-2 juntament amb altres en la major part del seu recorregut la freq¨ència és variable per trams i en funció de l'hora i el tipus de dia. La freqüència en el tram exclusiu de la línia C-2 (Guadalajara - Alcalà d'Henares) és de com a mínim de 30 minuts els caps de setmana i en hora punta els dies laborables de 15 minuts.